# Ramal Federal-Concordia del Ferrocarril General Urquiza

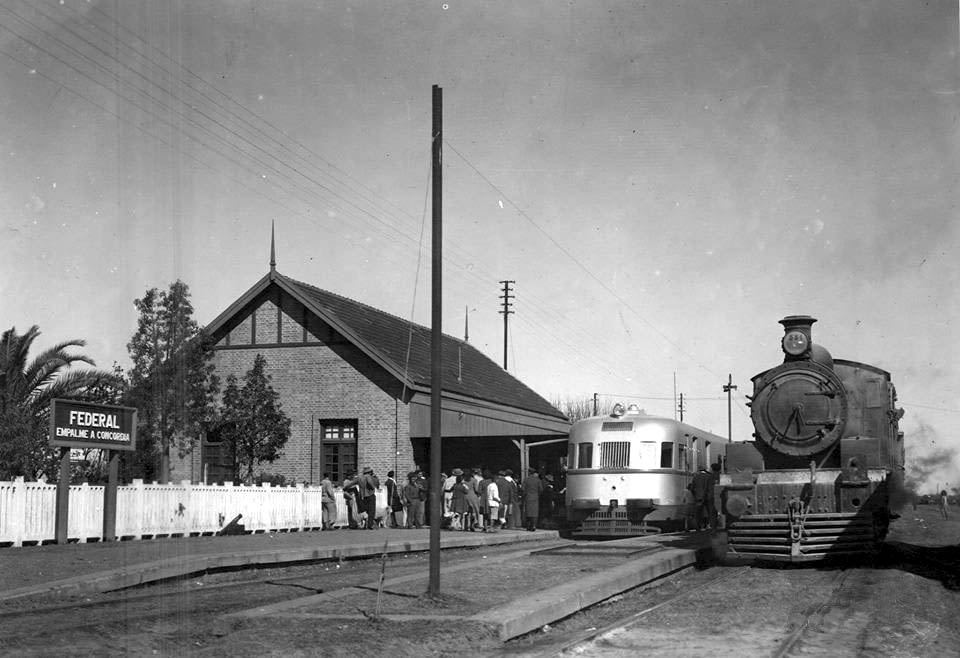
Estación Federal.

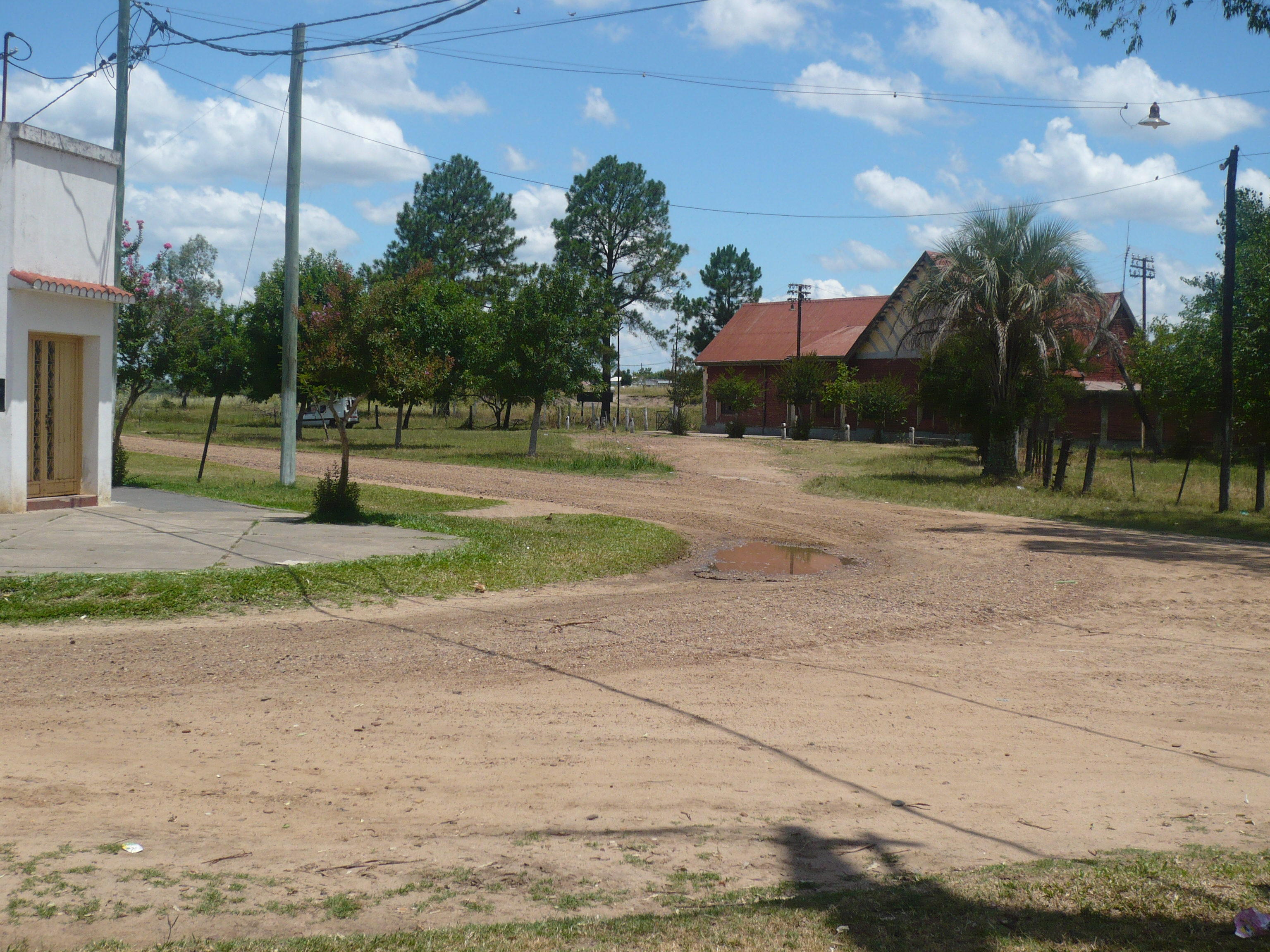
Estación Osvaldo Magnasco.

El ramal Federal-Concordia (ramal U-14) de 96,4 km del Ferrocarril General Urquiza en la provincia de Entre Ríos se halla desactivado en la actualidad, excepto en el tramo que comparte con el ramal Federico Lacroze-Posadas desde la construcción de la represa de Salto Grande. Se halla enteramente en los departamentos Federal y Concordia.
Perteneció como Línea E1 a las Líneas del Este de los Ferrocarriles del Estado, empresa estatal dependiente de la Administración General de Ferrocarriles del Estado (AGFE) hasta que estas líneas pasaron a integrar la red del nuevo Ferrocarril Nacional General Urquiza a partir del 1 de marzo de 1949.
El ramal de trocha estándar (1435 mm) parte en triángulo en Federal en la línea de Puerto Diamante a Curuzú Cuatiá y llega a la estación Concordia Norte, desde donde en triángulo un desvió empalma con la estación Concordia Central y con el Puerto de Concordia.
La construcción y explotación de un ferrocarril entre el puerto de Diamante y Curuzú Cuatiá, con ramales laterales desde Federal a Chajarí y La Paz, fue concesionada a Rafael Aranda por ley n.º 4484 del 6 de octubre de 1904.

Artículo 1°. Concédese á don Rafael Aranda el derecho de construir y explotar una línea de ferrocarril, que, partiendo del Puerto de la ciudad del Diamante, de la provincia de Entre Ríos cruce la línea central del ferrocarril Central entrerriano, siga por la Cuchilla Grande y pasando por Villa Federal y San José de Feliciano, llegue á la ciudad de Curuzú Cuatiá de la provincia de Corrientes para empalmar con el Ferrocarril Nordeste Argentino y un ramal de Villa Federal á Chajarí, para empalmar con el F. C. Argentino del Este, y podrá construir también un ramal que, partiendo de Villa Federal, termine en la ciudad de La Paz.

Pero la construcción no se efectuó y la concesión fue derogada por ley n.º 6341 del 2 de septiembre de 1909,
El ramal de Federal a Concordia Norte fue construido por el Primer Batallón de Ferroviarios del Ejército Argentino y fue habilitado el 26 de diciembre de 1930. Un decreto de 30 de junio de 1930 autorizó la construcción de un ramal de 4,5 km entre la línea de Federal a Concordia Norte y el Puerto de Concordia, incluyendo un puente para cruzar la vías del Ferrocarril Nordeste Argentino, ramal que fue habilitado en 1932. Se incluyó también un desvío hacia la estación Concordia Central del Ferrocarril Nordeste Argentino.
El llenado del embalse de la represa de Salto Grande en 1979 inundó las vías del ramal troncal del FCGU por lo que fue necesario construir un nuevo ramal empalmando con la vía a Federal en la estación La Criolla y hasta un punto cercano a Chajarí. Al levantarse la vía troncal desde la estación Concordia Central, el ramal de enlace entre ambas estaciones de Concordia quedó como parte del ramal troncal, construyéndose un nuevo empalme con la vía a Salto Grande cerca del km 347 (habilitado el 25 de agosto de 1982).